# Delphinium jacobsii
Delphinium jacobsii är en ranunkelväxtart som beskrevs av Iranshahr. Delphinium jacobsii ingår i släktet storriddarsporrar, och familjen ranunkelväxter. Inga underarter finns listade i Catalogue of Life.